# Stazione di Killiney
La stazione di Killiney (in irlandese Stáisiún Chill Iníon Léinín), è una stazione ferroviaria che fornisce servizio a Killiney, paesino a sud di Dublino, capitale dell'Irlanda. Vi si accede tramite la Station Road.
La stazione fu aperta il 6 maggio 1882 col nome di Killiney & Ballybrack e sostituì le due precedenti dei paesi suddetti.

## Servizi
- Servizi igienici
- Biglietteria a sportello
- Biglietteria self-service
- Distribuzione automatica cibi e bevande